# Municipio de Falun (Minnesota)
El municipio de Falun (en inglés: Falun Township) es un municipio ubicado en el condado de Roseau en el estado estadounidense de Minnesota. En el año 2010 tenía una población de 251 habitantes y una densidad poblacional de 2,73 personas por km².

## Geografía
El municipio de Falun se encuentra ubicado en las coordenadas 48°45′22″N 95°32′54″O / 48.75611, -95.54833. Según la Oficina del Censo de los Estados Unidos, el municipio tiene una superficie total de 92.08 km², de la cual 92,08 km² corresponden a tierra firme y (0 %) 0 km² es agua.

## Demografía
Según el censo de 2010, había 251 personas residiendo en el municipio de Falun. La densidad de población era de 2,73 hab./km². De los 251 habitantes, el municipio de Falun estaba compuesto por el 99,6 % blancos y el 0,4 % eran de una mezcla de razas. Del total de la población el 0,8 % eran hispanos o latinos de cualquier raza.